# 愛媛県道347号平田北条線
愛媛県道347号平田北条線（えひめけんどう347ごう　ひらたほうじょうせん）は、愛媛県松山市を通る一般県道である。

## 概要
松山市平田町から松山市粟井河原に至る。旧国道196号。

### 路線データ
- 起点：松山市平田町（国道196号交点）
- 終点：松山市粟井河原（国道196号交点、愛媛県道20号松山北条線終点）
- 総延長：6.3 km[注釈 1][1]

## 歴史
- 2002年（平成14年）12月13日 - 愛媛県告示第1,967号により路線認定[2]。

## 路線状況

### 道路施設

#### 橋梁
- 外明神橋（松山市）
- 花見橋（権現川、松山市）
- 堀江橋（郷谷川、松山市）
- 粟井川橋（粟井川、松山市）

## 地理

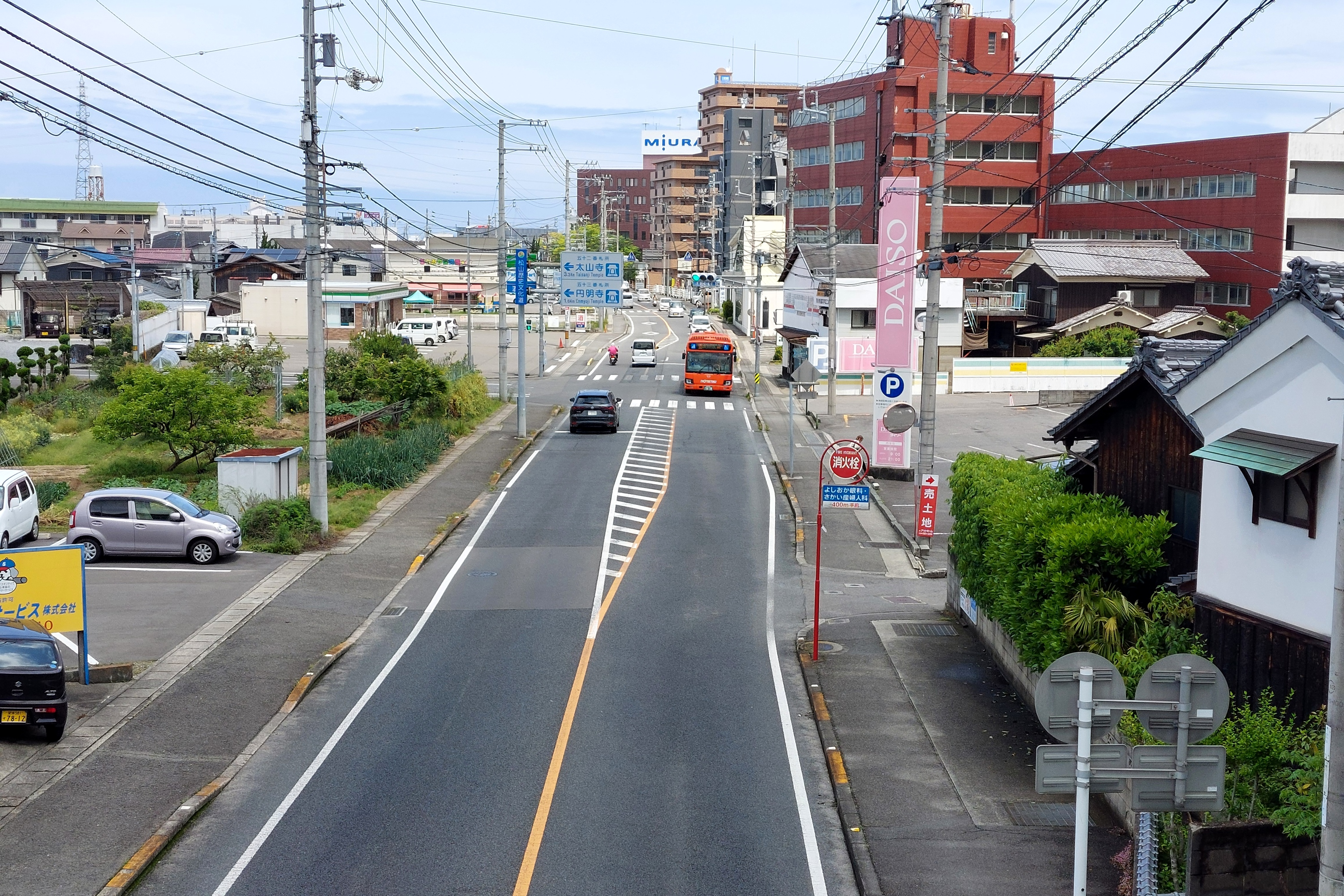
松山市内宮町の愛媛県道347号

### 通過する自治体
- 愛媛県
  - 松山市

### 交差する道路
| 交差する道路                         | 交差する場所 | 交差する場所   |
| ------------------------------------ | ------------ | -------------- |
| 国道196号                            | 平田町       | 起点           |
| 愛媛県道39号松山港内宮線             | 内宮町       |                |
| 愛媛県道204号長井方堀江線            | 堀江町       | 堀江港交差点   |
| 愛媛県道180号堀江港堀江停車場線      | 堀江町       | 堀江駅前交差点 |
| 愛媛県道204号長井方堀江線 / バイパス | 堀江町       |                |
| 愛媛県道179号湯山北条線              | 粟井河原     | 粟井川橋交差点 |
| 国道196号 愛媛県道20号松山北条線     | 粟井河原     | 終点           |

### 交差する鉄道
- 予讃線

### 沿線
- 松山市立内宮中学校
- 三浦工業
- JR四国予讃線
  - 堀江駅 - 光洋台駅
- 堀江港